# RSTP
RSTP (Rapid STP, англ. Rapid spanning tree protocol, быстрый протокол основного дерева), он же IEEE 802.1w-2001 и IEEE 802.1D-2004— версия протокола STP c ускоренной реконфигурацией дерева, использующегося для исключения петель (исключения дублирующих маршрутов) в соединениях коммутаторов Ethernet с дублирующими линиями.

## Сравнение сSTP
По сравнению с STP уменьшилось время построения топологии, а также время восстановления работоспособности сети.

## Принцип работы
Принцип работы в общих чертах похож на STP: выбирается корневой коммутатор (англ. root switch), затем каждый коммутатор, участвующий в построении дерева, ищет кратчайший маршрут (с учётом пропускной способности канала) к корневому коммутатору через соседние коммутаторы (или напрямую). Линии, не попавшие в маршрут, переводятся в режим ожидания и не используются для передачи данных, пока работают основные линии. В случае выхода из строя основных линий, ожидающие линии используются для построения альтернативной топологии, после чего одна из линий становится активной, а остальные продолжают находиться в режиме ожидания.

## Состояния порта (англ.Port States)
- Discarding
- Learning
- Forwarding

## Роли порта (англ.Port Roles)
- Root — беспрепятственная коммуникация не корневого коммутатора по порту, имеющий наименьшую стоимость линка к корневому коммутатору.
- Designated — беспрепятственная коммуникация по порту на весь LAN сегмент, не содержащий корневой коммутатор.
- Alternate — альтернативный линк к корневому коммутатору, отличный от используемого «Root» порта. Регулярный трафик на порту блокируется.
- Backup — запасной/резервный линк к LAN сегменту предоставляющий LAN сегменту линк к корневому коммутатору, большей стоимости, чем «Designated» порт. Регулярный трафик на порту блокируется.
- Disabled — Не определён строго стандартом STP, администратор может отключить порт вручную.

## Типы связи (англ.Link Types)
- Shared — порт, работающий в режиме Half Duplex
- Point-to-Point — порт, работающий в режиме Full Duplex.

## Edge Port
Edge Port — подключенный к конечному устройству порт на котором отсутствует возможность создания петлевой структуры. Особенностями данного порта являются:
- Переход из состояния Discarding в Forwarding, пропуская состояние Listening;
- Порт должен работать в режиме Full Duplex и быть Point-to-Point.

Для активации данного режима порта на оборудовании Cisco используется команда spanning-tree portfast